# Unitas Fratrum
Unitas Fratrum est la fraternité mondiale qui rassemble les Frères moraves, une branche du protestantisme issu de Moravie.

## Organisation
Unitas Fratrum est dirigée par le Bureau d'unité morave ((en) : Moravian Unity Board), elle comprend 16 provinces membres de pleins droit et 5 provinces affiliées (sans droit de vote).

### Provinces membres
- Afrique du Sud

1. Église morave en Afrique du Sud

- Allemagne :

1. Frères évangéliques - Unité

- Antilles :

1. Église morave - Province des Antilles orientales

- Costa Rica

1. Église morave au costa Rica

- États-Unis :

1. Église morave d'Alaska
2. Église morave en Amérique du Nord (2 provinces)

- Honduras :

1. Église évangélique morave

- Jamaïque :

1. Église morave - Jamaïque

- Nicaragua :

1. Église morave au Nicaragua

- République tchèque

1. Unité des Frères

- Royaume-Uni :

1. Église morave de la province de Grande-Bretagne

- Suriname

1. Communauté évangélique des frères

- Tanzanie

1. Église morave (4 provinces)

### Provinces affiliées
- Canada

1. Moravian Church in Newfoundland & Labrador

- République démocratique du Congo

1. Église morave au Congo

- Guyana

1. The Moravian Church - Guyana

- Tanzanie

1. Église morave - Province de Kigoma

- Zambie

1. Moravian Church in Zambia